# 西門市場 (台北)
西門市場原稱西門町市場，是台灣日治時期與戰後時期位於台北市的一座市場。

## 歷史

### 日治

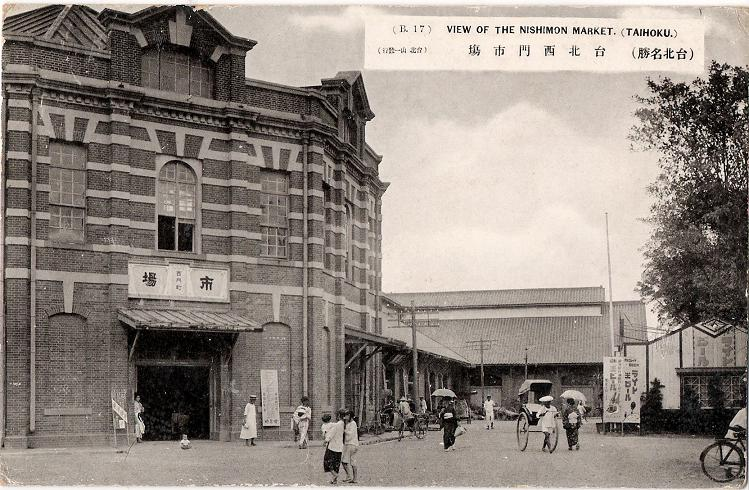
日治時期的台北西門市場

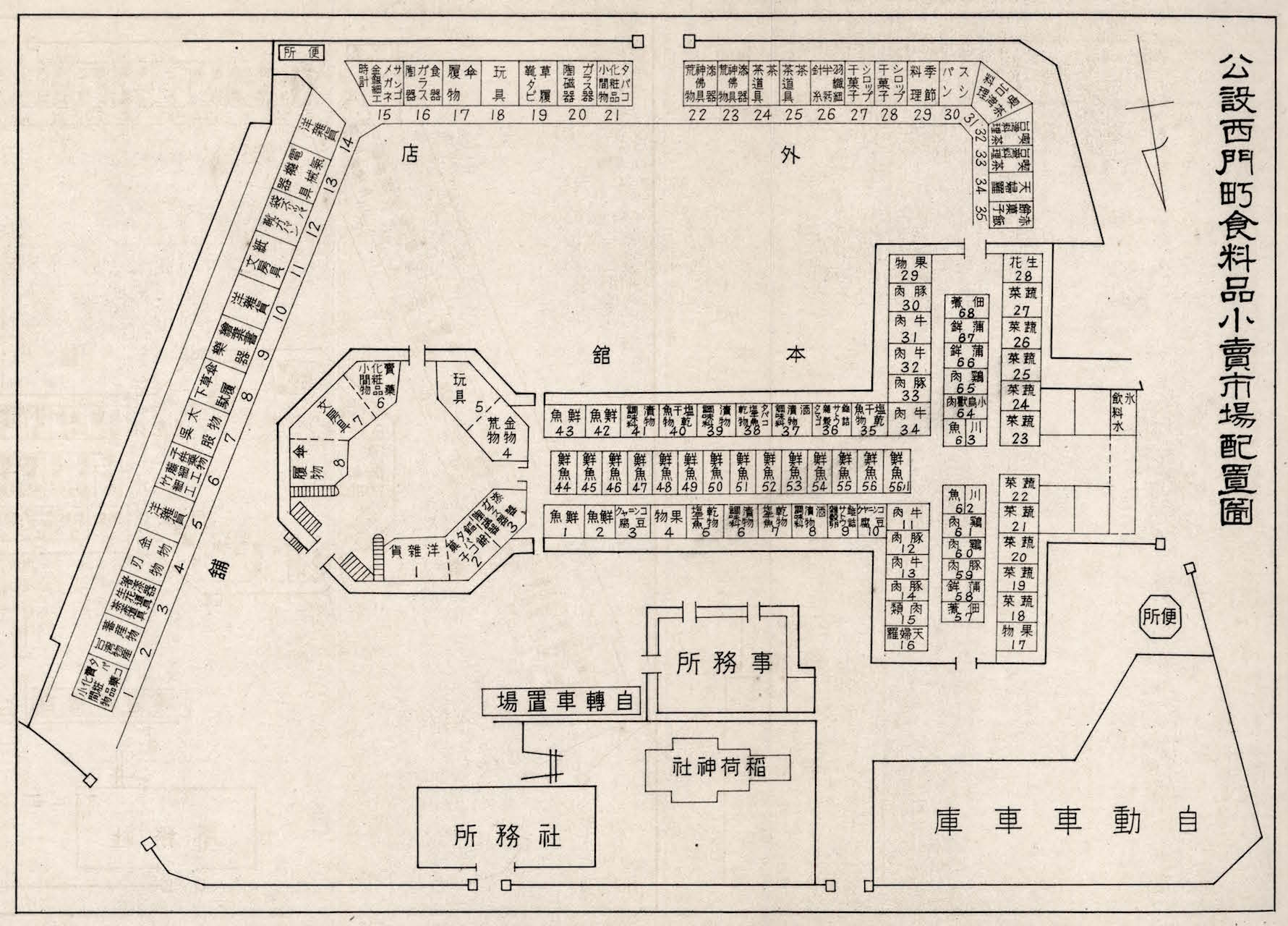
公設西門町食料品小賣市場配置圖

西門町市場也稱為新起街市場，原先是1896年時將艋舺祖師廟市場廢除後新設而來。新建築於1908年4月開始興建，同年11月完工開業，一開始的店鋪主要是早先從艋舺祖師廟市場遷移而來。該市場的主要建築分為本館、八角堂（今西門紅樓）與外店。1920年由台北市管理後，於1921年命名為「西門町市場」，至1931年4月25日再改為公設西門町食料品小賣市場。
按照1939年資料，市場內店主與僱員合計有383人，每日平均1.9萬人入場。店鋪則包括蔬菜店鋪10家、牛肉6家、豬肉6家、鮮魚17家，而全市場共有109間店舖。其中共有34家為用品店舖，其餘則為食品商，八角堂可分為上下兩層，內有28間商店，在下層包括有菓子商、西洋食料、瓶罐酒類、陶器、玻璃器、茶商、玩具、煙草、銅鐵器、金屬與日用雜貨等；上層方面則有名片商、醫療器械、小間物商（日用、化妝品等）、布商、西洋雜貨、紙墨、藥與咖啡等。
| 年度               | 1934      | 1935      | 1936      | 1937      | 1938      |
| ------------------ | --------- | --------- | --------- | --------- | --------- |
| 店舖數             | 109       | 106       | 104       | 102       | 103       |
| 市場總銷售額（圓） | 1,073,483 | 1,130,432 | 1,089,740 | 1,136,641 | 1,269,297 |

當時主要的消費群為居住在城內區域的內地人，銷售額（賣上高）在1934年時平均每一家店鋪在每年有9,848圓（以當時日圓計），至1938年時增加至每年每店12,323圓。該市場所販賣的物品較具特色，且相較其他市場較為高級，包括料理店、學校與會社等會前往採購，相較於永樂町市場，其客源的範圍較廣。這些原因使其成為銷售額最高的台北公設市場。在營業時間方面，八角堂與十字樓的營業時間為早上六時至下午六時；外圍店鋪則可營業到晚間十二時；而露店的部分至夜間營業至隔天中午。
1910年，市場內新設一座稻荷神社。除了商業活動之外，西門町市場也有如展覽與表演等作用，如奧田弁次郎從帶團在1910年3月14日起於市場後方演出。在1911年時則在市場內陳列西田龜次郎製作的飛機模型展覽，此外也有動物表演、相撲表演等。

### 戰後
中華民國政府到了1955年才正式接管西門町市場。戰後初期湧入中國各地人士加入經營，而原有位於北側的停車處，也由於攤販的增加而搭起如汕頭火鍋等各種店鋪。原先經營百貨的八角樓上層，則租給了上海商人，曾為平劇、越劇以及其他歌舞團等戲曲演出地點。下層也進而吸引了相關的行業，如戲服店與茶室等。至於本館的部分，維持著原先生鮮市場的作用。
西門市場在日治中期時已有人認為不敷使用，但戰爭開始經費缺乏便勉強續用。戰後台北市政府也有意改建，但政策都並未實行。高玉樹任市長時期，建設局計劃參考南門市場方案以民間投資辦理西門市場的改建，規劃將西門市場改建為地上11層的大樓；到了黃大洲時期，於1990年批示了更新方案，並且計劃將地上一層容納當時已有的店鋪，二樓則容納生鮮攤販。到了陳水扁時期，由於西門紅樓在1997年列為三級古蹟，先前的各種改建計劃便無法再進行。馬英九競選市長時，雖也重新提出改建為高層大樓計劃，但未有實行。